# Rudolf Gall
Pour les articles homonymes, voir Gall et Rudolf Gall (homonymie).
Rudolf Gall (né le 13 avril 1907 à Esslingen, décédé le 13 janvier 1962 à Munich) est un clarinettiste classique allemand.
Rudolf Gall a joué comme clarinette solo dans l'orchestre du Concertgebouw à Amsterdam sous la direction de Willem Mengelberg  et l'Orchestre symphonique de la Radiodiffusion bavaroise. 
Rudolf Gall a joué dans le quintette à vent du Concertgebouw, composé d'Hubert Barwahser (flûte), Haakon Stotijn (hautbois), Thom de Klerk (basson) et Jan Bos (cor), tous principaux instrumentistes à vent de l'Orchestre du Concertgebouw. Pendant la guerre, les Allemands ont envoyé une fois le quintette à Berlin. Comme les musiciens n'étaient pas d'accord avec ce régime, le quintette a été arrêté. À chaque émission mensuelle de radio, Barwahser donnait comme raison qu'il y avait eu une querelle et que le quintette s'était séparé. Après la guerre, le quintette a repris avec Bram de Wilde à la clarinette, car Gall n'est pas revenu. Rudolf Gall, étant allemand, a alors été contraint de s'engager pendant la guerre et ne reviendra pas au Concertgebouw.
Il est membre du jury du premier concours de l'ARD à Munich[Quand ?]. 
Rudolf Gall a formé de nombreux clarinettistes comme Hans Deinzer. 
Il a effectué de nombreux enregistrements, notamment le Quintette pour clarinette et cordes en la mineur (1916) op. 146 de Max Reger et des prestations remarquables dans les symphonies n° 4 et 6 de Beethoven, dans lesquelles le jeune soliste interprète en 1948 des solos en direct sous la direction de Mengelberg à Amsterdam.
Le clarinettiste Heinrich Geuser, concurrent en son temps, admirait secrètement la poésie sonore de Rudolph Gall, dont la profondeur de la sensibilité l'irritait beaucoup à cause de son imprévisibilité.
En dépit d'une carrière réussie, Gall tombe en  dépression après la mort de sa femme et il se suicide en 1962 après avoir canardé lors d'un concert.
Rudolf Gall jouait sur une clarinette système breveté Schmidt-Kolbe par le facteur de clarinettes Louis Kolbe et le clarinettiste Ernst Schmidt. 
Le souvenir vivace du clarinettiste Rudolph Gall était encore si vivant aux Pays-Bas dans les années 70 que le système Schmidt-Kolbe était encore utilisé en sa mémoire. 
L'enregistrement du concerto pour clarinette de Mozart par Bram de Wilde, Eduard van Beinum et le Concertgebouw dans les années 1960 est peut-être le dernier document sonore représentatif du style Gall,.

## Enregistrements (sélection)
- Franz Schubert : Der Hirt auf dem Felsen, (Jo Vincent (en), soprano et Rudolf Gall, clarinette) (7/7/1940);  « Eduard van Beinum and the Concertgebouw Orchestra': Live Radio Recordings » ,"virtuellement tout l'ensemble des émissions radiodiffusées de van Beinum durant la période 1939-1957, à la fois comme chef et pianiste... Tous les enregistrements d'orchestre sont avec celui du Concertgebouw" (11-CD, label Q-disc, Centrum Nederlandse Muziek; numéro de l'album number: 97015).